# Lepturges elegantulus
Lepturges elegantulus es una especie de escarabajo longicornio del género Lepturges, categorizada en la tribu Acanthocinini, de la subfamilia Lamiinae. Fue descrita por Bates en 1863.

## Descripción
Mide 6,89 mm de longitud.

## Distribución
Se distribuye por Bolivia, Brasil, Colombia y Guayana Francesa.